# Cytaea fibula
Cytaea fibula är en spindelart som beskrevs av Lucien Berland 1938. Cytaea fibula ingår i släktet Cytaea och familjen hoppspindlar. Inga underarter finns listade i Catalogue of Life.